# Піски (Павловський район)
Піски (рос. Пески) — село у Павловському районі Воронезької області Російської Федерації.
Населення становить 490 осіб. Входить до складу муніципального утворення Пісковське сільське поселення.

## Історія
Населений пункт розташований у межах суцільної української етнічної території, на теренах Східної Слобожанщини.
Від 1928 року належить до Павловського району, спочатку у складі Центрально-Чорноземної області, а від 1934 року — Воронезької області.
Згідно із законом від 15 жовтня 2004 року входить до складу муніципального утворення Пісковське сільське поселення.

## Населення
| 1859 | 1900  | 2007 | 2009 | 2010 |
| ---- | ----- | ---- | ---- | ---- |
| 950  | ↗1378 | ↘502 | ↗517 | ↘490 |